# Tour de Batère
La tour de Batère est une tour à signaux située à Batère, dans la commune de Corsavy (Pyrénées-Orientales).

## Localisation
La tour de Batère est située au sommet d’une ligne de crête descendant du Canigou, à 1 450 m au-dessus de la plaine du Roussillon. La tour est à cheval entre les communes de Saint Marsal et de Corsavy, dans le Haut Vallespir (Pyrénées orientales). Elle est longée par une ancienne voie romaine qui monte depuis la plaine côtière, à l’est. Elle était primitivement nommée « Tour de la porte » car elle garde un « port », c'est-à-dire un col, qui réunit les vallées du Conflent au Nord et du Vallespir au sud. On y accède par une route venant de Corsavy (D43). Une piste y conduit également depuis le Conflent, qui prolonge une route desservant en contrebas Valmanya, La Bastide, Saint Marsal. La tour offre par temps clair un large point de vue sur la plaine du Roussillon et les Corbières, l’étang de Leucate, Perpignan et la mer d’un côté, et tout le Vallespir de l’autre.

## Toponymie
Formes du nom
La tour est d'abord connue sous le nom de tour de la Porte ou du tour du col de la Porte, d'après le nom du col qu'elle surveille. On trouve au XVe siècle la formule torra de la Porta in Colle de la Porta.
Le nom de Batera apparaît en 1494 et s'impose par la suite. Au XVIIe siècle, on trouve couramment torra de Batera. Batère est la francisation de Batera.
Aujourd'hui, d'après la nomenclature toponymique de l'Institut des études catalanes de l'université de Perpignan, le nom Batera s'écrit Vetera.
Étymologie
Le nom de la tour du col de la Porte vient du latin portus qui désigne une ouverture ou un passage. « Col de la porte » est donc une tautologie.
Le nom de Batère tire son origine du mot catalan avet (« sapin ») et du suffixe collectif latin -aria, ce qui signifie « (lieu) où se trouvent de nombreux sapins, forêt de sapin ».

## Histoire
La tour de Batère fait partie du système des tours à signaux qui a fonctionné en tant que réseau de communication militaire durant tout le Moyen Âge central, du XIIe au XVe siècle. Elle a été construite à la fin de la période des rois de Majorque vers 1340, dans le but de renforcer la protection du royaume face à la menace représentée par le roi d’Aragon. Dans le dispositif d’information militaire du royaume de Majorque puis, après la défaite, dans celui de la Catalogne-Aragon, Batère a joué, avec la tour d’El Far (Tautavel) un rôle charnière de « nœud de réseau » vers lequel convergeaient les informations des autres tours, et à partir duquel tout était envoyé vers le point de commandement, à Castelnou et au-delà vers Perpignan. Très en hauteur, visible de loin, offrant une large vue sur la plaine du Roussillon qu’elle était destinée à protéger, elle exhibe aussi la fonction politique qui était la sienne : être la sentinelle visible qui veille sur la région, la forteresse territoriale chargée d’assurer la police, le symbole de l’autorité du roi, organisateur de la principauté.

### Torre de Batera: l'édifice et ses fonctions
atation
Aucune indication précise sur la date de fondation de la tour n'est connue. Le plus probable est qu’elle a été construite sur ordre du roi Jacques II de Majorque entre 1331 et 1344. À cette époque le palais cherche à renforcer son territoire en prévision d’une attaque du roi d’Aragon Pierre IV Le Cérémonieux (laquelle a lieu peu après et met fin au royaume de Majorque). Le coll de port ou de Batère sur lequel la tour doit être construite est une crête militaire stratégique. Pour mener à bien ce projet, le palais royal doit acquérir la baronnie et le château de Corsavy (vers 1331/44). Anciennement Curtis Savini (ferme de Savin) ou Cortsavi, le village compte trente-sept feux à l’époque de la construction. C’est un fief signalé comme tel en 1007 et comme château comtal en 1020. Il comporte déjà sa propre tour à signaux, édifiée à 800 mètres de distance du château. Celle-ci pouvait alors communiquer avec la tour de Cabrenç (à Serralongue, au sud), mais elle ne pouvait pas retransmettre de signaux vers le nord, la vue étant bouchée par le col de Batère placé plus haut. Le châtelain de Corsavy, devenu après l’achat fonctionnaire du roi, fait construire Batère sur ordre du palais royal. Vers 1346, Bernard Tixa est nommé « châtelain de la tour du coll de Port », fonction qui lui est concédée à vie. Inexplicablement, la tour n’apparait pas dans l’inventaire royal commandé par Pierre IV d’Aragon en 1343/44. Il est certain pourtant qu’elle existe à cette date. Elle ne figure pas non plus dans les inventaires royaux de 1360-1369. Elle n’est mentionnée pour la première fois que dans les confronts de 1380 et de 1463/72.
La tour de Batère n'est sans doute pas antérieure à 1331 ou 1344 même si parfois, en Roussillon, des tours ont été aménagées en prenant appui sur des donjons construits avant le XIIIe siècle, réutilisés en tours à signaux dans le réseau royal qui s’est mis en place plus tard, ce qui n'est probablement pas le cas de Batère. Elle ne semble pas avoir pris la place d’un château antérieur car il ne reste aucune trace d’un tel édifice. Ses dimensions réduites, le manque de place pour y loger une garnison offensive, montrent qu’elle a été construite d’emblée comme une tour à signaux dans un projet de réseau voulu par le roi, dans la même période que la tour de Mir (construite en 1276 à Prats-de-Mollo), de Cos (1346, Prats de Mollo), de Madeloc (1324, Collioure).
La vie quotidienne dans la tour
Ce type de tour abritait généralement une garnison permanente de 5 à 6 hommes dirigés par un capitaine, ainsi qu’un ou deux serviteurs chargés d’apprêter les vivres, et un chien d’alerte. La garnison pouvait communiquer, se défendre, soutenir un siège, mais elle était trop réduite pour mener des actions offensives. La petite troupe était d’ailleurs peu armée : un rapport de 1369 sur la tour de Cos signale la faiblesse de l’équipement : « 6 arbalètes à étrier, 6 crocs, 2 caisses de carreaux pour arbalète, 6 casques de fer ou heaumes, 6 cuirasses, 6 boucliers ». Leur ration était spartiate : « Deux barils d’eau pour 60 jours, 260 litres de vin (1/4 litre par homme et par jour pendant 2 mois), 1 baril de vinaigre, de la farine de froment et de seigle pour faire 1 kg de pain par homme et par jour ». Batère, habitat inconfortable, fut cependant occupée durablement. Elle abrita une garnison plus de 100 ans après sa construction, jusqu’en 1467-73, pendant l’occupation du pays par Louis XI.
Le code des signaux
Les tours communiquaient entre elles par de la fumée en journée, par un brasier flamboyant la nuit. Pour être rapidement activé, le feu devait être prêt en permanence. Pour être bien vu, il devait être grand. Le sommet des tours, au diamètre intérieur de 4 à 5 m, n’offrait pas une place suffisante pour un brasier, qui se faisait probablement au pied de la tour. En revanche, des historiens notent la possibilité qu’ils soient faits « à l’aide de paille sèche ou humide, dans une cage de fer servant de brasero placée en hauteur sur le sommet de la tour ».
Le langage des feux était clair, et il ne changea pas durant des siècles, restant tel que répété en 1384 par Pierre IV d’Aragon : « Si on voit un ennemi s’approcher on doit faire un feu de nuit, une fumée de jour pour chaque centaine d’hommes. La place la plus proche du lieu de l’invasion doit agir en sorte que le signal parvienne à Perpignan. Perpignan doit avertir les autres places royales (Rodès, Tautavel, Força real, Opoul). Par l’intermédiaire de la tour de Madeloch, on doit également alerter au sud le château royal de Peralda (Figuere) et toute la Catalogne ». Un demi-siècle plus tard, en 1433, à l’occasion du réarmement des places fortes par crainte des désordres de la guerre de Cent Ans, il est ajouté que « de jour, on signalera l’ennemi au moyen d’une fumée près de laquelle on étendra un grand tissu blanc ; s’il y a plus de 500 chevaux, on fera 3 colonnes de fumée »Salch, Charles-Laurent, Tours à signaux en Roussillon, in Châteaux fors d’Europe, N°10, 1999, p.31.

### La tour de Batère dans le réseau de communication Catalan
Vers l’époque de la construction de Batère, la région Roussillon au sens large opposait aux envahisseurs un maillage extraordinaire d’ouvrages défensifs. Anny de Pous dresse une liste de 700 ouvrages fortifiés portant divers noms : Castrum, Castello, Château, Forcia, Alleu, Guardia (guardiole), Tour, Villa, Hommage, Seigneurie, Bastide, Fief, Celler. Dans l’inventaire des tours et châteaux existants et en état de fonctionnement établi par le roi Pierre IV d’Aragon en 1360/1369, on compte 94 châteaux et 34 tours à signaux sans compter les tours moindres appelées guardia.
Rien de tout cela ne se comprend sans référence à la non moins extraordinaire insécurité qui avait régné dans la région pendant les siècles précédant l’ordre féodal, laquelle a entraîné ces constructions défensives par centaines. La région avait été livrée, à partir de la disparition de l’Empire romain au Ve siècle aux désordres et aux dévastations, les Pyrénées étant devenues un lieu de passage incessant des tribus germaniques venant du nord . La région a subi les invasions des Alains, des Suèves, des Vandales, des Wisigoths. Puis elle fut envahie par les armées arabes qui s’installèrent jusqu’à la bataille de Poitiers (732) mais qui ne furent vraiment expulsées que 30 ans plus tard. Elle fut alors reconquise par les Francs, mais à nouveau dévastée périodiquement par les razzias des maures, des pirates « barbaresques » et des normands au IXe siècleBryan Ward-Perkins, La chute de Rome, fin d’une civilisation, Alma Editeur, 2014, p.79.
Mais progressivement un ordre féodal a réussi à s’installer. D’abord sous l’autorité des Comtes (jusqu’en 1172) sous la forme originale de « principautés pyrénéennes héréditaires ». Ensuite sous celle des rois, ceux de Catalogne-Aragon (1172-1276). À la fin de cette séquence, Jaume Ier le Conquérant - « fondateur de la nation catalane » - prend la « décision insensée » qui « annonce la catastrophe catalane », à savoir celle de partager ses possessions en deux royaumes donnés à chacun de ses fils, d’une part la Catalogne et l’Aragon, de l’autre Majorque et les comtés pyrénéens. Les Pyrénées deviennent une frontière. L’hostilité s’installe immédiatement entre les deux camps, puis entre leurs descendants.
Durant les 70 ans que durera le royaume de Majorque (1276-1344), la pression exercée par le sud puissant sur le nord territorialement plus vulnérable poussera le nord vers la recherche de solutions militaires d’information et de protection. La construction de tours supplémentaires fut un élément de la stratégie. Il fallait établir un support de communications par signaux plus dense et plus rapide que l’existant. Par ailleurs la dissémination de tours sur tout le territoire permettait de maintenir partout de petites garnisons et d’augmenter l’emprise du pouvoir. Enfin, la manifestation sur toutes les hauteurs, visibles de loin, de tours emblématiques du pouvoir royal ne pouvait que renforcer la détermination du pays à résister à Aragon. Les tours, dans ce nouveau contexte, prenaient une fonction politique, elles affirmaient la souveraineté du territoire. Cet effort de protection militaire conduisit aussi à des autorisations de fortifier accordées à la plupart des villages. Il y eut un peu partout des ajouts de tours rondes ou semi circulaires aux enceintes existantes. Des remparts ont été construits à Perpignan pour venir se raccorder au château royal en construction sur le Puig Major depuis 1276.
L'émergence du concept de réseau
Les tours à signaux de la période des rois de Majorque ont introduit une rupture dans la longue série des tours de guet, guardia, vigies, miradors, phares ou pharons que la région connaissait depuis l’antiquité et qu’on pouvait observer aussi hors du Roussillon, en Corse, en Toscane, en Ligurie, en Provence, en Languedoc, en Espagne. Ces tours anciennes avaient une dimension restreinte: elles assuraient une communication vectorisée, d’un point vers un autre point le long d’une ligne définie.
Les tours à signaux ont introduit une innovation majeure par rapport à ce concept de communication vectorisée : celle d’un système réticulaire organisé. Cette rupture fut rendue nécessaire par la transformation, en 1276, d’un territoire fragmenté en multiples comtés, en un royaume de Majorque uni par l’adversité.
Batère dans le réseau des tours
Désormais il fallait protéger tous les comtés à la fois. Les architectes du réseau durent alors construire un système global de surveillance et de communication. Ils le firent en agrégeant les sous-réseaux existants et en édifiant des « nœuds » entre eux, permettant à différents réseaux secondaires de se rejoindre en un méta réseau qui communiquait directement avec le palais royal. Toute la région était ainsi mise en connexion.
Les architectes du système ont organisé ainsi l’ensemble des points qui le composent. « En Roussillon, il y a un sous-réseau qui part, au sud, de la tour de Carroig (Cerbère), en vue de Madeloch et celle-ci en vue de Massane, qui peut mettre en alerte Collioure qui assure la relation avec Perpignan par les pharons des côtes. Un autre réseau relie Bellegarde au Perthus, puis l’Albère (château de Sant Christau), Ultrera (Sorrède), le faron de Latour (Elne). En Vallespir. Le réseau relie, au sud, la tour de Mir, puis la tour de Prats (fort de Lagarde), Cos, puis vers l’est la tour de Bains (Amélie), et une série de tours perdues et vers le Nord, Corsavy, Batère, Mallorca (Castelnou).En Conflent, on n’a aucune preuve qu’un réseau cohérent ait existé. Par hypothèse, on cite les 2 châteaux royaux de Força Real (Millas)  et de Rodès (Vinça) qui alertent Perpignan, et les tours reliant avec le sud, Badabany (Corneilla), Goa (Sahore) ». 
Au sein de ces sous-réseaux, certaines tours fonctionnaient comme de simples relais. Mais d’autres avaient en outre une fonction de liaison entre les sous-réseaux. Elles étaient des carrefours d’informations, des « nœuds » vers lesquels tout converge. « Du point de vue visibilité, les tours se rangent en 2 catégories. Les tours principales à grand rayon visuel ; les tours secondaires ou tour relais, n’ayant parfois qu’un angle de vue très restreint, mais essentiel. Les tours principales à grand rayon d’action : « Batère et El Far pour Castelnou, et Goa pour le Conflent … Batère et El Far sont les deux pivots sur lesquels s’appuie tout le système »
Dans le réseau du Vallespir, Batère jouait donc ce rôle d’échangeur en regroupant les messages venant du sud : de Mir et Guardia (Prats de Mollo), de Cabrenç (Serralongue), de Cos, de Mollet (Montferrer), de Corsavy, et peut être aussi de l’est, Amélie, Palalda, Ceret. Puis Batère alertait la tour de Mallorca (Castelnou), qui elle-même alertait Perpignan. Mais Mallorca, et en partie Batère, émettaient aussi, toujours vers le nord, en direction des châteaux de Bellpuig, Fourques, ainsi qu’à l’Est, sur la côte, vers Madeloch, Massane, Elne et d’autres. Batère fut donc, par son emplacement stratégique, une des « Tours principales » de la région.
Batère pendant la période du Royaume Catalagone - Aragon
Le conflit entre le nord et le sud dura 70 ans, jusqu’à la mort de Jacques II de Majorque au combat, à Palma, en 1344, suivie par l’annexion du royaume de Majorque à celui d’Aragon-Catalogne par Pierre IV d’Aragon le Cérémonieux. Aragon régnait désormais sur la Marche d’Espagne. Il avait perdu son frère ennemi, mais il avait aussi hérité d’un autre adversaire au nord : la France de Philippe VI, qui avait combattu avec Majorque contre Aragon, et qui n’avait pas oublié que la Marche hispanique appartenait à la Gaule depuis les lointaines origines gallo-romaines. Sous Pierre IV, le réseau de tours à signaux ne cessa pas son service, bien au contraire. Il fut simplement inversé, les tours retrouvant désormais « leur fonction d’union transfrontalière, protégeant contre une invasion venue du nord ». Les lignes de communication convergèrent vers Barcelone via le Perthus (mais en passant toujours, pour l’efficacité, par Perpignan). Dès 1344, l’année même du changement de règne, Pierre IV d’Aragon faisait établir l’inventaire de tous les édifices militaires de la région (inventaires aragonais de 1344 et 1360/69). Il ordonnait la remise en état des tours, et leur approvisionnement en armes et en hommes. Il faisait reconstruire Madeloch, Lo Far, et créer la Tour Grosse de Badabanys. Il publiait un nouveau code des signaux.
Ainsi Batère, construite quelques années avant la défaite du royaume de Majorque dans le but d’avertir Perpignan d’une attaque aragonaise, ne servira pleinement que plus tard, mais au bénéfice d’Aragon, pour avertir Barcelone des attaques venues de l’autre côté. Perchée, visible de partout, Batère devint, pour les habitants de la plaine du Roussillon, un emblème spectaculaire du pouvoir de Pierre IV et de la royauté Aragonaise.
L'obsolescence des tours à signaux
À la suite du traité des Pyrénées en 1659, les pays catalans situés au nord des Pyrénées sont annexés par la France, rendant inutile tout système de tours qui soit orienté vers le nord. Le système défensif est entièrement réorganisé par Vauban qui abandonne le parti pris des tours communicantes au profit de fortifications puissantes et sophistiquées, éléments d’une conception différente de la défense militaire. De nombreuses tours disparaissent ou sont rasées, tandis que certaines tours deviennent des postes de garnisons au XVIIIe siècle. On en construit toutefois encore quelques-unes jusqu'en 1740 pour surveiller le littoral du Languedoc. Mais dans le Roussillon, la grande période des tours à signaux est achevée.
La tour fait partie des 14 tours illuminées pour le passage de la flamme olympique des Jeux olympiques de 2024.

## Architecture
Comme beaucoup de tours à signaux de la région, Batère est une tour ronde. Elle a des murs épais de 3 m. En sous sol, elle comporte une citerne voûtée pour recueillir l’eau de pluie (actuellement effondrée). Un seul étage est conservé. Il est possible qu’il y ait eu un étage supplémentaire. La pièce centrale est petite, 4,5 m de diamètre intérieur, une superficie de 15,90 m2. Elle est éclairée par une ouverture donnant vers le nord. La porte d’entrée donne au sud à 3 m au-dessus du sol, et s’atteint par un escalier venant du pied de la tour. On voit les traces d’une cheminée. Un autre escalier, ménagé dans l’épaisseur du mur, communique avec la plate forme sommitale.
Batère est un archétype de ce qui se rencontre ailleurs dans la région, reflétant ainsi le fait que plusieurs tours ont été construites sur le même plan dans une même courte période de temps. Sur ce commun dénominateur, on observe bien sûr des variations : certaines sont plus hautes que Batère (20 m pour la tour de Château Roussillon, 19 m à Massane, 17 m pour El Far et Madeloc, 12 m à Mir), ou plus larges, ou avec des murs plus épais. Parfois on peut voir la canalisation dans l’épaisseur des murs qui alimente la citerne en eaux pluviales de la terrasse (visible à El Far). Certaines conservent leurs deux étages, celui de la salle d’armes, celui du dortoir au-dessus, reliés par l’escalier taillé dans le mur. Quelques-unes ont conservé les archères pour assurer l’éclairage et la défense, d’autres non. Certaines ont un couronnement, montrant des parapets crénelés portés sur mâchicoulis (El Far à Tautavel, Massane), d’autres pas, sans qu’on sache s’ils existaient ou non. Certaines sont pourvues d’une enceinte basse, d’un chemin de ronde au pied de la tour (Mir, El Far, Goa, Corsavy).